# Schlacht am Wadi
Landung bei Fao –
Basra –
al-Qurna –
Shaiba –
Ktesiphon –
Belagerung von Kut –
Scheich Saad –
Wadi –
Hanna –
Dujaila –
Kut II –
Bagdad –
Samarra –
Ramadi –
Sharqat
Als Schlacht am Wadi bezeichnet man die Kämpfe zwischen britisch-indischen und osmanischen Soldaten am 13. Januar 1916 in Mesopotamien.

## Vorgeschichte
Die Befreiungsexpedition unter Fenton Aylmer wurde entsandt, um die in Kut eingeschlossenen Briten zu befreien.
Nach der Schlacht von Scheich Saad gegen die Briten waren die Osmanen gezwungen, sich zum Wadi zurückzuziehen.

## Schlacht
Am 13. Januar ließ Aylmer seine Truppen die Osmanen angreifen, die sich im 16 km entfernten Wadi positioniert hatten. Aufgrund von Nebel und dem langsamen Vorankommen der Artillerie verloren die britisch-indischen Truppen das Überraschungsmoment. Während ein Teil der Briten die osmanischen Truppen von vorne attackierte, versuchte der andere Teil, den Türken in die Flanke zu fallen. Doch das fehlende Wissen über das Gelände erschwerte diese Bewegung. Diese Gelegenheit nutzte der osmanische Kommandant Colmar Freiherr von der Goltz und drehte seine Truppen zu den sich an den Flanken befindenden Briten. So schafften es die Osmanen, die Briten mit schweren Verlusten zurückzuschlagen.
Mit Einbruch der Dunkelheit wurde klar, dass der Versuch, die Osmanen zu besiegen, gescheitert war. Auch ein Versuch, die osmanischen Stellungen zu umgehen, misslang. Aylmer sagte den Angriff ab und führte die meisten seiner Truppen zum rechten Ufer des Tigris. Zu diesem Zeitpunkt hatten Aylmers Truppen die Kontrolle über das Wadi gewonnen, doch war dies nur ein kleiner Fortschritt, da bei den Kämpfen etwa 1600 Männer (darunter 40 Offiziere) getötet oder verletzt wurden und sich die Lage in Kut nicht verbessert hatte.